# استان کونیو
استان کونیو (به ایتالیایی: Province di Cuneo) استانی در شمال غربی کشور ایتالیا است. کونیو در منطقهٔ پیمونت قرار دارد و مرکز آن شهر کونیو است. مساحت این استان ۶٬۹۰۶ کیلومترمربع و جمعیت آن طبق سرشماری سال ۲۰۱۱ میلادی، تقریباً ۵۸۶٬۵۹۹ نفر بوده‌است.